# Bagerstrædes Hemmelighed
Bagerstrædes Hemmelighed er en stumfilm fra 1914 instrueret af Alfred Cohn.